# Alessandro Magno (poliziotto)
Alessandro Magno (...) è un poliziotto italiano, noto per il suo impegno nella sensibilizzazione riguardo alla problematica della Terra dei fuochi.
Ha fatto parte della Criminalpol a partire dal 1993.

## Biografia
Alessandro Magno ha iniziato la sua carriera nella Polizia di Stato e dal 1994 ha prestato servizio presso la Criminalpol. Nel corso degli anni, si è distinto per il suo coinvolgimento nelle indagini relative alle attività illecite connesse allo sversamento di rifiuti tossici nella cosiddetta "Terra dei fuochi", un'area geografica tra le province di Napoli e Caserta colpita da gravi fenomeni di inquinamento ambientale.
Ha collaborato strettamente con il commissario Roberto Mancini, figura chiave nelle indagini sulla Terra dei fuochi, scomparso prematuramente nel 2014 a causa di una malattia correlata all'esposizione a sostanze tossiche. Dopo la sua morte, a Roberto Mancini è stato riconosciuto lo status di "vittima del dovere", certificando la connessione tra la sua malattia e il servizio prestato.
Negli anni successivi, Magno ha continuato la sua opera di sensibilizzazione sui rischi ambientali e sanitari derivanti dall'inquinamento nella Terra dei fuochi, partecipando a incontri pubblici e conferenze, spesso rivolte agli studenti. In questi contesti, ha condiviso la sua esperienza diretta nelle indagini e ha sottolineato come gli effetti dell'inquinamento non si limitino alla Campania, ma interessino potenzialmente l'intero territorio italiano.
Magno ha evidenziato come la situazione della Terra dei fuochi rappresenti un'emergenza nazionale, con implicazioni che vanno oltre i confini regionali. Ha inoltre partecipato a iniziative in memoria di vittime innocenti della criminalità organizzata e delle conseguenze dell'inquinamento ambientale.
Nel 2017, è intervenuto in un incontro sul tema delle ecomafie insieme al premio Nobel per la pace Riccardo Valentini sottolineando la complessità e la gravità del fenomeno, e sempre nello stesso anno ha partecipato a un convegno a Roma presso l'Aula Magna dell'Università La Sapienza  .
Nel 2018 Magno è stato presente alla cerimonia di intitolazione del Centro Aziendale di località Rimessa Vicina, gestito dall’Università di Blera, a Angelo Vassallo, il “sindaco pescatore” di Pollica, e a Roberto Mancini. Il presidente della Fondazione Vassallo, Dario Vassallo, ha sottolineato l'importanza del suo contributo, evidenziando come Alessandro Magno rappresenti esempi di impegno civile e contrasto all'illegalità    .
Nel 2021 ha partecipato come relatore alla cerimonia di intitolazione della "Piazzetta Roberto Mancini" a Subiaco: l'evento ha visto la partecipazione del sindaco Francesco Pelliccia, di numerose autorità locali e della famiglia di Roberto Mancini . Nel 2023 ha partecipato come relatore alla cerimonia del "Premio Vincenzo Golini Petrarcone", organizzata dal Rotary Club di Cassino .
La sua testimonianza e il suo impegno continuo lo hanno reso una voce autorevole nella lotta per la giustizia ambientale e la tutela della salute pubblica nel contesto della Terra dei fuochi.

## Carriera
Alessandro Magno ha iniziato la sua carriera nella Polizia di Stato e dal 1993 ha prestato servizio presso la Criminalpol. Durante il suo periodo in Criminalpol, si è occupato di diverse indagini, tra cui quelle relative al traffico illecito di rifiuti e alle attività criminali connesse all'inquinamento ambientale nella Terra dei fuochi.
Nel corso del 1994, mentre era in pieno svolgimento l'indagine sulla Terra dei fuochi, Alessandro Magno fu incaricato di partecipare sotto copertura all'Operazione "Timer", un'indagine molto delicata. Fu segnalato per questa operazione da un suo superiore della Criminalpol proveniente dall'antiterrorismo, il Sovrintendente di Polizia Luigi Fazio. L'operazione consisteva nell'acquisto di un ingente quantitativo di esplosivo, inclusi plastico e detonatori, da utilizzare per conto di una fittizia organizzazione criminale. 
L'operazione si concluse con successo, portando all'arresto dei malviventi e al sequestro di 600 kg di T4, 20 kg di plastico e 1500 detonatori di fabbricazione militare, il più grande sequestro di materiale esplosivo mai realizzato dalla Polizia di Stato fino a quel momento.

## Riconoscimenti
Alessandro Magno ha ricevuto nel 2019 un riconoscimento alla Camera dei Deputati nell'ambito del premio "L'Italia del Merito".  Nello stesso anno gli è stato conferito dalla rivista Il Salvagente il premio "Eroi dell'Ambiente" . 
Nel 2021 ha partecipato alla cerimonia dell'ANFI organizzata dal comune di Fonte Nuova, dove ha ricevuto il premio "Lex et Ars" del Gruppo Carabinieri Forestale in occasione della celebrazione dell'impegno per l'ambiente e la sicurezza. Nello stesso evento, ha ricevuto un giudizio positivo anche dal Generale della Guardia di Finanza Virgilio Pomponi .